# Villa María (kommunhuvudort)
Villa María är en kommunhuvudort i Argentina.   Den ligger i provinsen Córdoba, i den centrala delen av landet, 500 km nordväst om huvudstaden Buenos Aires. Villa María ligger 202 meter över havet och antalet invånare är 92 453.
Terrängen runt Villa María är mycket platt. Villa María är det största samhället i trakten.
Trakten runt Villa María består till största delen av jordbruksmark. Runt Villa María är det glesbefolkat, med 16 invånare per kvadratkilometer.